# Luigi Boccardo
Luigi Boccardo (9. srpna 1861 Moncalieri – 9. června 1936 Turín) byl italský římskokatolický kněz a zakladatel Sester Ježíše Krále, kontemplativní větve kongregace Chudých dcer svatého Kajetána, založené jeho bratrem bl. Giovannim Mariou Boccardem. Katolická církev jej uctívá jako blahoslaveného.

## Život
Narodil se dne 9. srpna 1861 v Moncalieri jako sedmé z devíti dětí farmářů Gaspare Boccardovi a Giuseppině Malerbě. Jeho nejstarší bratr Giovanni Maria byl jeho křestním kmotrem. Mezi jeho další sourozence patřila sestra Giacinta bratři Albino a Giovanni Ottavio.
Byl zapsán na studia k barnabitům, kde studoval i jeho starší bratr Giovanni Ottavio. Na základě příkladu svých třech bratrů, kteří se rozhody vydat na dráhu duchovních a také své sestry Giacinty, která vstoupila do kláštera se rozhodl stát knězem.
Jeho rodiče však vyjádřili svou neochotu mu dovolit stát se knězem, ale jeho bratr Giovanni Ottavio za něj přimluvil a pomohl jej finančně zajistit na církevní studia. Formaci zahájil v říjnu roku 1875 a dne 23. září 1877 přijal kleriku. V té době se u něj projevila agresivní horečka, která jej připravila o život. Jeho zdravotní stav se však náhle zlepšil po napití se vody z Lurd. V té době se prohloubila jeho oddanost k Panně Marii.
Během tohoto období byl jeho duchovním vůdcem bl. Giuseppe Allamano. Kněžské svěcení přijal dne 7. června 1884 z rukou turínského arcibiskupa a kardinála Gaetana Alimondy. Následujícího 8. června sloužil ve své rodné farnosti svoji primiční mši svatou. Stal se farním vikářem ve farnosti v Pancalieri, kde byl jeho bratr Giovanni Maria farářem. Dne 21. listopadu 1884 založil jeho bratr Giovanni Maria ženskou řeholní kongregaci Chudých dcer svatého Kajetána. Dne 12. dubna 1886 byl jmenován prorektorem a duchovním vůdcem kněží na Církevní internátní škole Panny Marie Dobré rady v Turíně. Dne 2. června 1909 byl jmenován čestným kanovníkem. Napsal také několik literárních děl.
Dne 30. prosince 1913 jeho bratr Giovanni Maria zemřel a roku 1924 dohlížel na jeho exhumaci. Dne 9. ledna 1914 se stal představeným kongregace, založené jeho bratrem. Absolvoval pouť do Lurd a do Říma, navštívil Neapol nebo Florencii.
Dne 3. prosince 1919 se stal ředitelem v té době příliš neprosperujícího ústavu pro nevidomé. Velmi se zasloužil o jeho fungování. Dne 18. ledna 1932 založil kontemplativní větev kongregace, založené jeho bratrem, Sestry Ježíše Krále, určenou pro nevidové ženy, které nebyly pro své postižení do kongregace Chudých dcer svatého Kajetána přijaty.
Dne 26. dubna 1936 sloužil svou poslední mši svatou. Zemřel dne 9. června 1936 v Turíně. Jeho ostatky byly přeneseny 15. listopadu 1937 a poté znovu 8. června 1961.

## Úcta
Dne 12. dubna 2003 jej papež sv. Jan Pavel II. podepsáním dekretu o jeho hrdinských ctnostech prohlásil za ctihodného. Dne 19. prosince 2005 byl uznán zázrak na jeho přímluvu, potřebný pro jeho blahořečení.
Blahořečen pak byl dne 14. dubna 2007 v kostele Svaté Tváře v Turíně. Obřadu předsedal jménem papeže Benedikta XVI. kardinál José Saraiva Martins.
Jeho památka je připomínána 9. června. Bývá zobrazován v kněžském oděvu. Je patronem Sester Ježíše Krále.